# Suecia en los Juegos Olímpicos de Los Ángeles 1984
Suecia estuvo representada en los Juegos Olímpicos de Los Ángeles 1984 por un total de 174 deportistas que compitieron en 19 deportes.  
El portador de la bandera en la ceremonia de apertura fue el remero Hans Svensson.

## Medallistas
El equipo olímpico sueco obtuvo las siguientes medallas:
| Nombre                                                                     | Deporte            | Competición       |
| -------------------------------------------------------------------------- | ------------------ | ----------------- |
| Oro                                                                        |                    |                   |
| Agneta Andersson                                                           | Piragüismo         | K1 500 m F        |
| Anna Olsson Agneta Andersson                                               | Piragüismo         | K2 500 m F        |
| Plata                                                                      |                    |                   |
| Bo Gustafsson                                                              | Atletismo          | 50 km marcha M    |
| Patrik Sjöberg                                                             | Atletismo          | Salto de altura M |
| Björne Väggö                                                               | Esgrima            | Espada ind. M     |
| Kent-Olle Johansson                                                        | Lucha grecorromana | 62 kg M           |
| Roger Tallroth                                                             | Lucha grecorromana | 74 kg M           |
| Svante Rasmuson                                                            | Pentatlón moderno  | Individual M      |
| Lars-Erik Moberg                                                           | Piragüismo         | K1 500 m M        |
| Per-Inge Bengtsson Lars-Erik Moberg                                        | Piragüismo         | K2 500 m M        |
| Per-Inge Bengtsson Tommy Karls Thomas Ohlsson Lars-Erik Moberg             | Piragüismo         | K4 1000 m M       |
| Agneta Andersson Susanne Gunnarsson Eva Karlsson Anna Olsson               | Piragüismo         | K4 500 m F        |
| Ragnar Skanåker                                                            | Tiro               | Pistola 50 m M    |
| Bronce                                                                     |                    |                   |
| Kenth Eldebrink                                                            | Atletismo          | Jabalina M        |
| Ulla Håkansson (Flamingo) Louise Nathorst (Inferno) Ingamay Bylund (Aleks) | Hípica             | Doma por eqs.     |
| Sören Claeson                                                              | Lucha grecorromana | 82 kg M           |
| Frank Andersson                                                            | Lucha grecorromana | 90 kg M           |
| Per Johansson                                                              | Natación           | 100 m libre M     |
| Bengt Baron Per Johansson Thomas Lejdström Mikael Örn                      | Natación           | 4 × 100 m libre M |